# Matej Bel

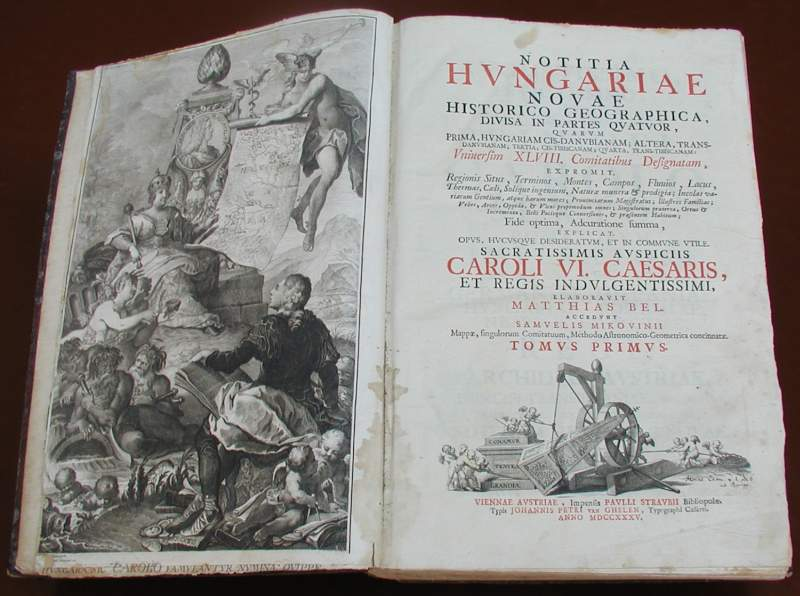
Notitia Hungariae Novae Historico Geographica – strona tytułowa 1. tomu

Matej Bel (łac. Belius Matthias, węg. Bél Mátyás, słow. Matej Bel, niem. Matthias Bél; ur. 22 marca 1684 w Očovéj, zm. 29 sierpnia 1749 w Pozsony) – kaznodzieja ewangelicki, polihistor, filozof, pedagog, encyklopedysta. Prekursor słowackiego oświecenia, pionier nowoczesnych nauk historyczno-geograficznych na Węgrzech, jeden z najwybitniejszych uczonych XVIII w. w tej części Europy. Członek wielu zagranicznych towarzystw naukowych i akademii. O sobie mówił lingua Slavus, natione Hungarus, eruditione Germanus („według języka Słowianin, według narodowości Węgier, z wykształcenia Niemiec”).

## Życiorys
W latach 1704–1707 studiował na uniwersytecie w Halle. W latach 1708–1714 był prorektorem, a następnie rektorem liceum ewangelickiego w Bańskiej Bystrzycy i kaznodzieją w słowackim kościele ewangelickim w tym mieście. W 1714 przeniósł się do Bratysławy, gdzie do 1719 pełnił funkcję rektora liceum ewangelickiego. W 1719 został powołany na proboszcza niemieckiego kościoła ewangelickiego w Bratysławie, którą to funkcję pełnił do 1748.
Poza działalnością duszpasterską i teologią zajmował się wieloma dziedzinami nauki, m.in. historią, geografią, etnografią, językoznawstwem, pedagogiką. Był autorem wielu prac naukowych, kompendiów i podręczników szkolnych. Pisał jeszcze przeważnie po łacinie, ale wiele prac opublikował również w językach: niemieckim, węgierskim, słowackim, czeskim.
W roku 1722 wspólnie z Danielem Krmanem na podstawie czeskiej Biblii kralickiej wydał edycję Pisma Świętego opracowaną dla Słowaków (Biblia sacra, to jest: Biblí svatá).
Jego najważniejszym dziełem jest nieukończona Notitia Hungariae Novae Historico Geografica (Viennae 1735–1742, tom 1–4). Opisał w nim większość komitatów ówczesnych Węgier, w tym także te obejmujące część dzisiejszej Słowacji. M.in. w dziele tym znalazł się opis Liptowa, a w tym także najstarszy w ogóle drukowany opis Tatr Liptowskich.
Pochowany jest w Bratysławie.
W Očovéj uczonego upamiętnia izba pamięci, duży pomnik z pracowni Jána Kulicha w centrum miejscowości oraz tablica pamiątkowa na miejscowej szkole.